# Sint-Machutuskerk (Wulvergem)

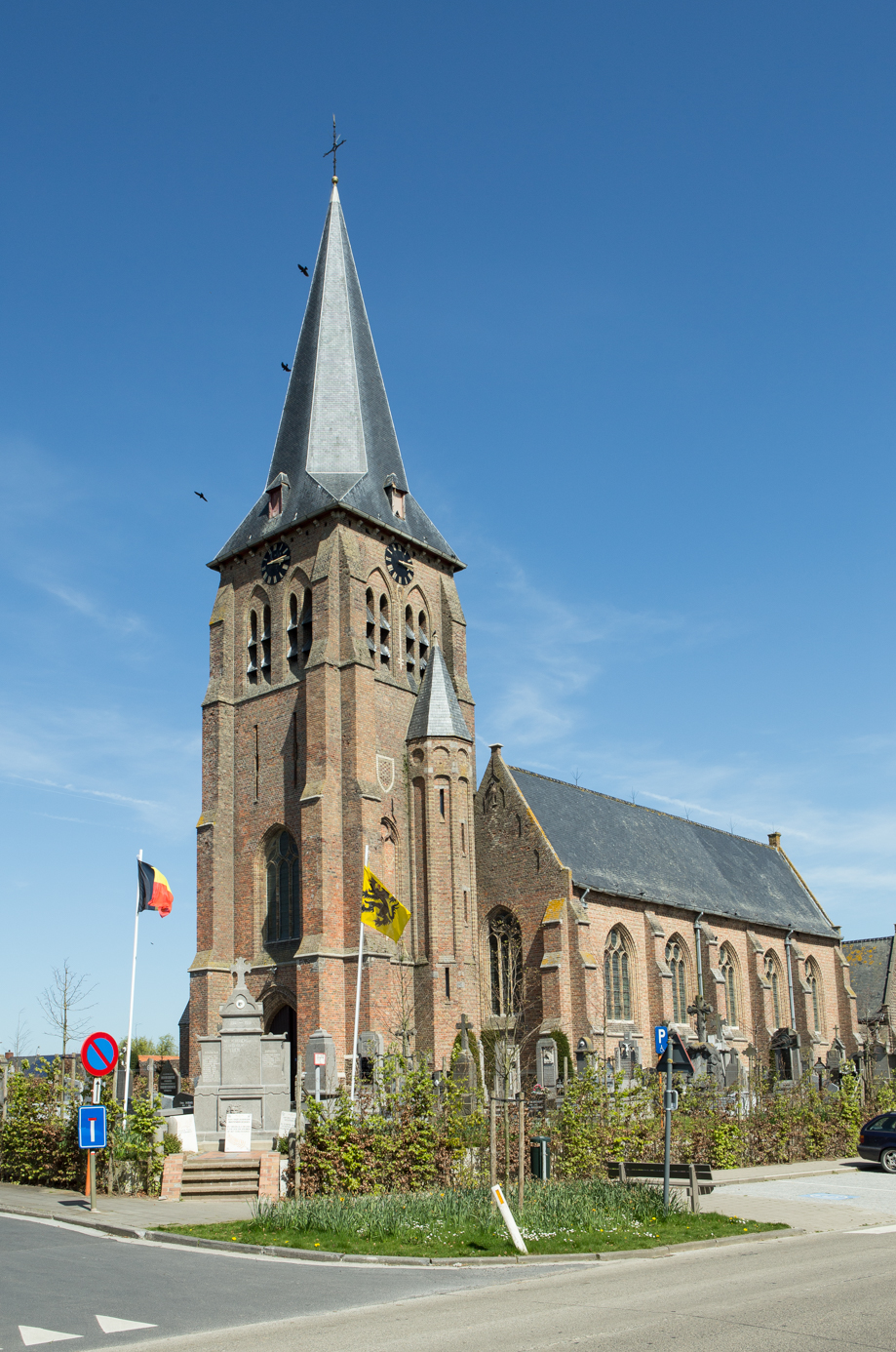
Sint-Machutuskerk

De Sint-Machutuskerk is de parochiekerk van de tot de West-Vlaamse gemeente Heuvelland behorende plaats Wulvergem, gelegen aan de Sint Machutusweg 2A.

## Geschiedenis
In de 15e eeuw werd hier een laatgotische hallenkerk gebouwd, welke in 1903 werd uitgebreid en van een doopkapel voorzien door Jules Carette. Tijdens de Eerste Wereldoorlog werd de kerk verwoest. Wederopbouw naar aanzien van de verdwenen kerk volgde in 1923 onder leiding van Marcel Hocepied. De kerk werd enigszins vergroot en de neogotische elementen die in 1903 waren aangebracht, werden nu weggelaten.

## Gebouw
Het betreft een georiënteerde driebeukige neogotische hallenkerk met voorgebouwde toren met drie geledingen welke wordt geflankeerd door een zeskant traptorentje. Er zijn metselaarstekens aangebracht. De zijbeuken hebben een rechte sluiting en het hoofdkoor heeft een driezijdige sluiting. Het schip wordt overkluisd door een spitstongewelf. Het meubilair is neogotisch.